# Seznam ruských kosmických startů 2025

Toto je seznam provedených a plánovaných ruských kosmických startů roku 2025.
V seznamu jsou uvedeny starty všech ruských nosných raket z kosmodromů Bajkonur, Pleseck, Vostočnyj.

## Starty raket
| 2024 ← 2025 → 2026 | 2024 ← 2025 → 2026          | 2024 ← 2025 → 2026   | 2024 ← 2025 → 2026 | 2024 ← 2025 → 2026                                   | 2024 ← 2025 → 2026     | 2024 ← 2025 → 2026                              | 2024 ← 2025 → 2026 |
| #                  | Datum a čas startu (UTC)    | Nosič / horní stupeň | Startovací komplex | Poskytovatel                                         | Zákazník               | Náklad                                          | Výsledek           |
| ------------------ | --------------------------- | -------------------- | ------------------ | ---------------------------------------------------- | ---------------------- | ----------------------------------------------- | ------------------ |
| 1                  | 5. února 2025, 04:00        | Sojuz 2.1v           | Pleseck 43/4       | VKS                                                  | Ministerstvo obrany RF | Kosmos 2581, 2582, 2583                         | Úspěch             |
| 2                  | 28. února 2025, 21:24:27    | Sojuz 2.1a           | Bajkonur 31/6      | Roskosmos                                            | Roskosmos              | Progress MS-30                                  | Úspěch             |
| 3                  | 3. března 2025, 01:22:17    | Sojuz 2.1b/Fregat    | Pleseck 43/3       | VKS                                                  | Ministerstvo obrany RF | Kosmos 2584                                     | Úspěch             |
| 4                  | 16. března 2025, 13:50      | Angara 1.2           | Pleseck 35/1       | VKS                                                  | Ministerstvo obrany RF | Kosmos 2585, 2586, 2587 (Strela-3M №19, 20, 21) | Úspěch             |
| 5                  | 8. dubna 2025, 08:47:15     | Sojuz 2.1a           | Bajkonur 31/6      | Roskosmos                                            | Roskosmos              | Sojuz MS-27 Ω                                   | Úspěch             |
| 6                  | 23. května 2025, 11:36      | Sojuz 2.1b/Fregat    | Pleseck 43/3       | VKS                                                  | Ministerstvo obrany RF | Kosmos 2588                                     | Úspěch             |
| 7                  | 19. června 2025, 03:00:00   | Angara A5/Briz-M     | Pleseck 35/1       | VKS                                                  | Ministerstvo obrany RF | Kosmos 2589                                     | Úspěch             |
| 8                  | 3. července2025, 19:32:40   | Sojuz 2.1a           | Bajkonur 31/6      | Roskosmos                                            | Roskosmos              | Progress MS-31                                  | Úspěch             |
| 9                  | 25. července 2025, 05:54:04 | Sojuz 2.1b/Fregat    | Vostočnyj 1S       | [[Vzdušně-kosmické síly Ruské federace\|]] Roskosmos | Roskosmos              | 15 menších satelitů vč. 1 íránského             | Úspěch             |
|                    | ↓ Plánované starty ↓        |                      |                    |                                                      |                        |                                                 |                    |
|                    | 11. září 2025               | Sojuz 2.1a           | Bajkonur 31/6      | Roskosmos                                            | Roskosmos              | Progress MS-32                                  |                    |
|                    | 27. listopadu 2025          | Sojuz 2.1a           | Bajkonur 31/6      | Roskosmos                                            | Roskosmos              | Sojuz MS-28 Ω                                   |                    |
|                    | 19. prosince 2025           | Sojuz 2.1a           | Bajkonur 31/6      | Roskosmos                                            | Roskosmos              | Progress MS-33                                  |                    |